# Malòidia
Maloideae és una subfamília de plantes amb flor de la família Rosaceae.

## Taxonomia
Abans es coneixia com a Pomoideae, però aquest nom ja no es fa servir.

## Gèneres
- Amelanchier
- Aria
- Aronia
- Chaenomeles
- Chamaemeles
- Chamaemespilus
- Cormus
- Cotoneaster
- Crataegus
- Cydonia
- Dichotomanthes
- Docynia
- Docyniopsis
- Eriobotrya
- Eriolobus
- Hesperomeles
- Heteromeles
- Malus
- Melacomenes
- Mespilus
- Osteomeles
- Peraphyllum
- Photinia
- Pseudocydonia
- Pyracantha
- Pyrus
- Rhaphiolepis
- Sorbus
- Stranvaesia
- Torminalis

Híbrids intergenèrics:
- ×Amelasorbus
- ×Crataegosorbus
- ×Crataemespilus
- ×Malosorbus
- ×Sorbocotoneaster
- ×Sorbopyrus

Híbrids d'empelt:
- +Crataegomespilus
- +Pyrocydonia (Pirocydonia)

Gèneres addicionals inclosos en la tribu Pyreae:
- Kageneckia
- Lindleya
- Vauquelinia

La supertribu Pyrodae inclou també:
- Gillenia